# Sławomir Dabulewicz

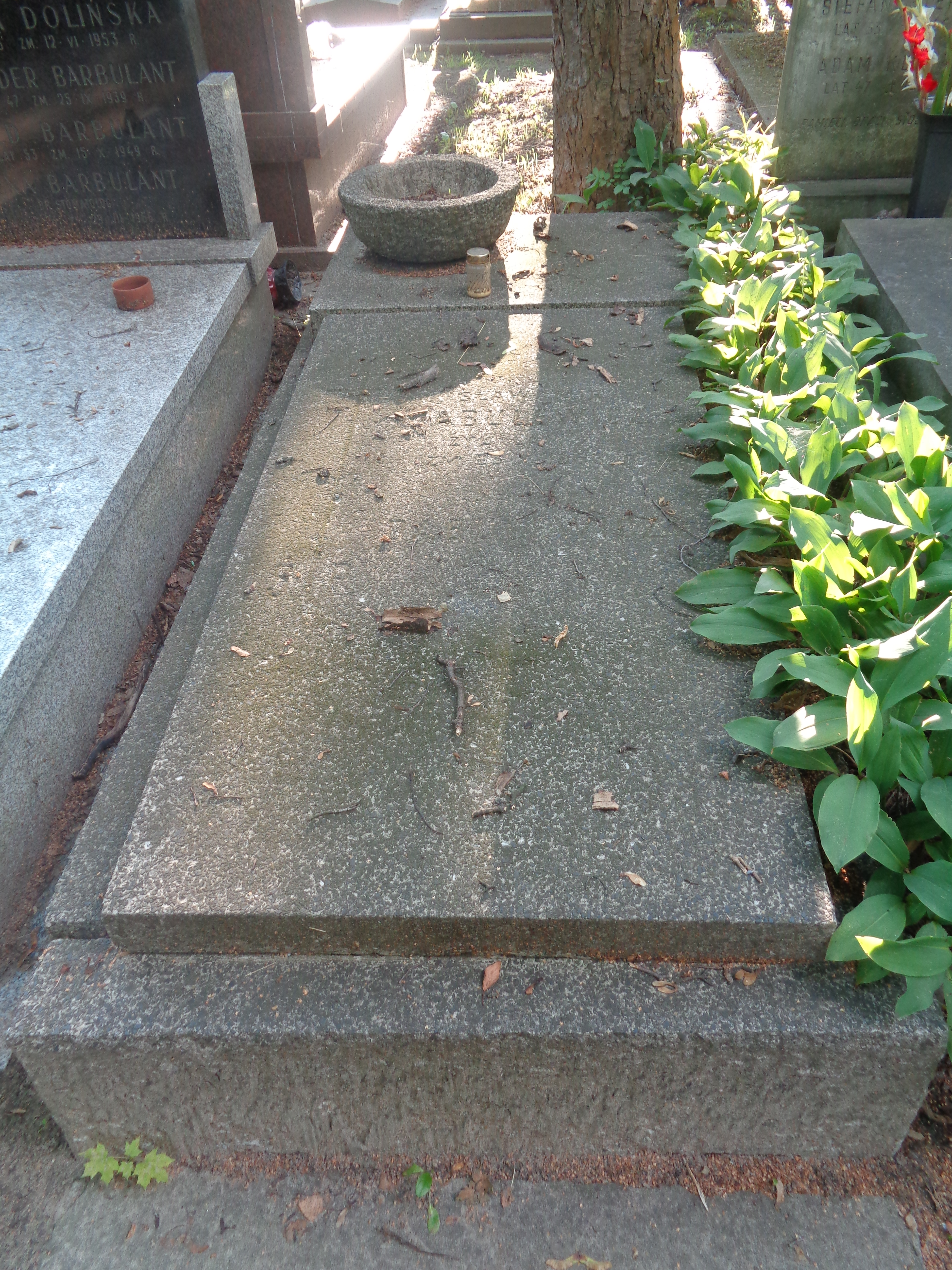
Nagrobek Sławomira Dabulewicza na Cmentarzu Powązkowskim

Sławomir Dabulewicz (ur. 6 maja 1891 w Augustowie, zm. 23 października 1968 w Warszawie) – polski działacz społeczny i polityczny związany z Suwałkami, poseł na Sejm III kadencji (1930–1935). 

## Życiorys
Ukończył gimnazjum w Suwałkach, po czym kształcił się na kursach handlowych Zielińskiego w Warszawie. W 1905 wziął udział w strajku szkolnym. Pracował w Towarzystwie Kredytowym Ziemskim (1911–1916), Banku Ziemskim (1916–1920) i Banku Ludowym (1921–1924). Później zatrudniony w Zakładzie Ubzpieczeń Pracowników Umysłowych. 
W czasie wojny polsko-bolszewickiej był ochotnikiem. Od 1918 do 1928 członek PPS, później działał w BBWR. W 1930 wybrano go z jego ramienia posłem na Sejm III kadencji w okręgu Grodno–Suwałki. W 1935 bez powodzenia ubiegał się o reelekcję w okręgu dwumandatowym (głosowanie większościowe) na terenie Warszawy. 
Po II wojnie światowej ponownie w PPS, był członkiem Zarządu Miasta (1945–1950) oraz radnym Powiatowej Rady Narodowej (1950–1952), po czym wycofał się z polityki. Został pochowany na cmentarzu Powązkowskim (kwatera 152-3-31). 